# جاسبر تيودور
جاسبر تيودور، دوق بيدفورد الأول وإيرل بمبروك الأول (بالإنجليزية: Jasper Tudor, 1st Duke of Bedford, 1st Earl of Pembroke)‏ كان عم الملك هنري السابع والمخطِّط الرئيسي في نجاح استيلاء هنري السابع على إنجلترا و ويلز في عام 1485م.